# 745
Năm 745 là một năm trong lịch Julius.